# Czarodziejski młyn
Czarodziejski młyn – baśń literacka dla dzieci autorstwa Aliny i Jerzego Afanasjewów, wydana po raz pierwszy w 1961 roku. 

## Fabuła
Osią akcji jest podróż dwojga sierot, Filipa i Dorotki, z pogrążonej w smutku miejscowości Smętowo do Krainy Radości, aby odczarować rodzinne miasteczko. W podróży pomagają im krowa Kunegunda oraz mysz. Pojazdem jest latający wiatrak. Podróżują przez Krainę Golibrody, Krainę Perfum i Krainę Karcianych Królów. Kraina Radości okazuje się skuta lodem i dzieci muszą podjąć niebezpieczne zadanie uruchomienia dzwonów. W nagrodę dostają jeden z czarodziejskich dzwonów, co pozwala im odmienić Smętowo.

## Świat przedstawiony
Jak w wielu innych baśniach literackich, świat przedstawiony jest synkretyczny, łączy bezkonfliktowo elementy realna oraz fantastyczne. Obok realnych (rzeczywiście istnieją miejscowość i stacja kolejowa Smętowo) w baśni występują mówiąca krowa, mysz używająca mufki i fantastyczne krainy.
W baśni można znaleźć nawiązania do wielu dzieł należących do klasyki literatury dziecięcej i różnych gatunków literackich.
- Stojący na uboczu młyn, zarządzany przez tajemniczego młynarza, który podtruwa społeczność swoją mąką, zaczerpnięty został z powieści gotyckiej.
- Podróż przez bardzo różne krainy przypomina podróż Małego Księcia.
- Kraina Karcianych Królów nawiązuje do Alicji w Krainie Czarów.
- Napowietrzna podróż jest podobna do podróży Dorotki do Krainy Oz.
- Wiatrak kojarzy się z Don Kichotem.
- Smętowo, miasteczko pogrążone w ciągłym smutku i płaczu, przypomina Chandry Unińskie Tuwima lub pensjonat z Niespodziewanego  końca  lata Przybory i Wasowskiego[1].

## Inscenizacje
Książka była adaptowana jako widowisko teatralne, 15 razy w Polsce a także za granicą. Powstał też film animowany. Dwukrotnie Czarodziejski młyn wydawano na płytach jako baśń muzyczną: w 1973 do muzyki Zbigniewa Turskiego (Polskie Nagrania "Muza"; wśród wykonawców-aktorów byli m.in. Józef Nowak, Władysław Hańcza, Aleksander Dzwonkowski, Andrzej Bogucki, Irena Kwiatkowska, Hanna Skarżanka oraz jako narrator Piotr Pawłowski) i w 1995 do muzyki Bogumiła Pasternaka (Agencja Artystyczna MTJ).